# 卢文 (数学教授)
盧文（1912年3月—1999年3月），男，广东东莞人，数学专业二级教授。

## 生平
1912年生于广东东莞。1927年进入国立中山大学学习，1933年获中山大学理学学士学位。1934年赴法留学，1937年获法国巴黎大学研究学院和法国里昂大学硕士学位。1948年再度赴巴黎学习交流。曾担任旅法中国自然科学工作者协会巴黎分会理事、旅法华侨和平促进会执委，为第一次世界和平大会担任翻译工作。
1952年院系调整后，原中山大学数学学科合并岭南大学、华南联合大学、湖南大学等院校数学科系等迁往原岭南大学校址，仅部分师资留守五山原国立中山大学校园以成立大学数学教研室，服务以工科为单一学科的新设华南工学院。:27卢文任数学教研室主任。
1958年大跃进时期，为了服务国家在火箭、卫星、原子弹等尖端科学，华南工学院党委书记张进提出探索工科大学理工结合。次年，教研室改组成立数学系，同年招收应用数学本科生30人，卢文教授任系主任。:76
1956年-1959年任教于成都电讯工程学院基础系，随后调返华工。1959年，华工工程数学系正式成立，由二级教授卢文任系主任。次年改由方棣棠接任，又一年，改郑荫接任直到1978年。
1963年，华工院长罗雄才调去中山大学以做强中山大学理科，次年，罗雄才将卢文请去中山大学任数学系教授、引力物理研究室主任。卢文教授带领中山大学的研究室团队建成了中国第一座可运转的大型引力波天线。

## 贡献
卢文教授主要从事泛函分析和数理方程的研究和教学，主讲高等数学、数学物理方法、泛函分析在数理方程上的应用等课程。

## 纪念
数学家侯一钊曾回忆卢文教授的指导。